# Hygrochroa pertuisa
Hygrochroa pertuisa är en fjärilsart som beskrevs av Paul Dognin 1916. Hygrochroa pertuisa ingår i släktet Hygrochroa och familjen silkesspinnare. Inga underarter finns listade i Catalogue of Life.